# Gota de Leche Isidora Cousiño
Gota de Leche Isidora Cousiño, también conocido simplemente como la Gota de Leche, fue el nombre de una institución chilena ubicada en Lota, y del edificio que la albergó, considerado monumento nacional desde 2012, en la categoría de Monumento Histórico.

## Edificio
El edificio tiene un estilo neocolonial, y fue construido por el arquitecto Hernán Vega Pérez. Destaca particularmente por sus elementos decorativos tanto en sus pisos como en sus muros.

## Historia
Originalmente, «Gota de Leche» fue el nombre que recibieron las primeras instituciones del país destinadas creadas a solucionar los problemas de desnutrición y mortalidad infantil de la época, apoyado así la labor de las entidades estatales administradas por el Patronato Nacional de la Infancia.
En Lota, la institución fue fundada por la filántropa Isidora Goyenechea, con el fin de atender a los hijos de los obreros. Tras la muerte de Goyenechea, la institución tomó su nombre, y comenzó a funcionar en el edificio diseñado por Hernán Vega desde 1928. En la Gota de Leche se distribuía leche de forma gratuita, además de biberones a bajo costo, y también se daban talleres a madres sobre puericultura.